# Kasernhöjden
Kasernhöjden är en stadsdel i Karlstad i direkt anslutning till E18. Norr och väster om stadsdelen ligger Rackethallarna och Tingvalla isstadion på Våxnäs. På andra sidan E18 ligger Tingvalla IP. Området var tidigare platsen för Värmlands regemente (I 2/Fo 52) och Värmlandsbrigaden (IB 2), men numera ligger här bostäder, restauranger, gym, kontor, butiker, en förskola och en gymnasieskola.